# Who Made Huckabee?
Who Made Huckabee? (« Qui a fait Huckabee ? » en français) aussi connu sous le nom de The Colbert/O'Brien/Stewart feud (« La dispute de Colbert, O'Brien et Stewart ») est un special humoristique consistant en une fausse bataille entre les présentateurs Stephen Colbert, Conan O'Brien et Jon Stewart au début de l'année 2008. Cette rivalité a pour objet de savoir qui serait responsable de la candidature à l'élection présidentielle de Mike Huckabee, alors gouverneur de l'Arkansas, et de sa victoire aux primaires républicaines. Il s'agit en fait d'un crossover entre leurs émissions respectives, The Colbert Report, Late Night with Conan O'Brien et The Daily Show, diffusé pendant la grève de la Writers Guild of America entre janvier et février 2008.

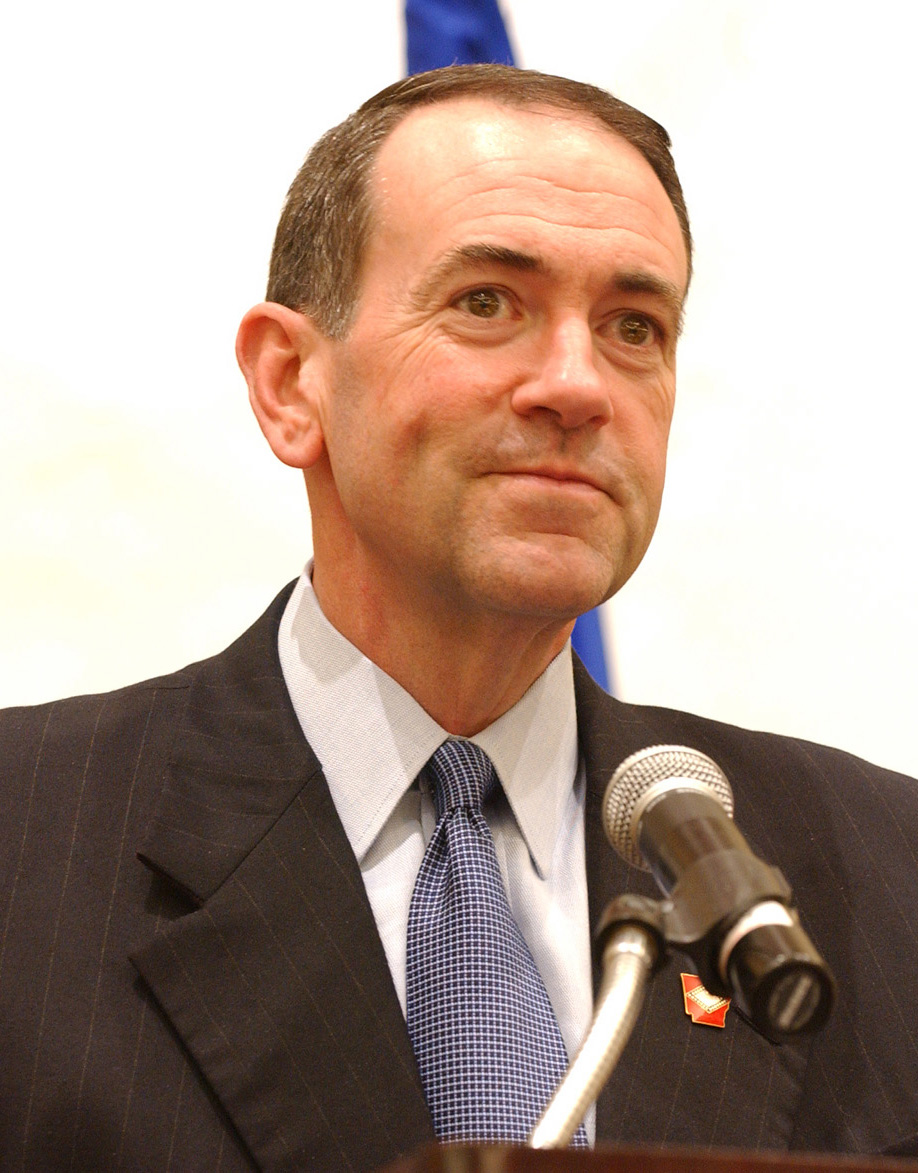
Mike Huckabee.

Colbert commence les hostilités en annonçant qu'étant donné qu'Huckabee est venu dans son émission à plusieurs reprises, il est responsable de sa victoire aux primaires, se basant sur un concept pseudo-scientifique inventé par lui et appelé « The Colbert Bump ». O'Brien répond que comme il est lui-même responsable de la popularité de Colbert sur le câble (Comedy Central) puisqu'il l'a mentionné dans son émission diffusée sur les réseaux publics (NBC), par extension, il est derrière le succès de Huckabee. Stewart, quant à lui, explique qu'il est à l'origine du succès d'O'Brien à la télévision, étant donné qu'il l'a embauché sur The Jon Stewart Show au début des années 1990, et que c'est donc à lui que revient l'honneur d'avoir « fait » Huckabee.
Il s'ensuit une série de courts segments diffusés pendant leurs émissions, où chacun évoque sa perception de la situation et en profite pour dénigrer l'autre. Colbert étant un ancien correspondant du Daily Show et l'ami de Stewart, ils se concertent généralement pour attaquer O'Brien par réseau interposé, jusqu'au final du 4 février 2008, où tous les trois apparaissent ensemble sur le plateau du Late Night et participent à un simulacre de combat d'où aucun ne sort vraiment vainqueur. Huckabee apparaît dans une vidéo à la fin du segment, déclarant que « aucun de ces types ne m'a fait ; cette grande Nation m'a fait. [...]  God Bless America et oubliez ces trois débiles. »

## Contexte
La dispute est organisée par les trois comédiens en raison de la grève de la Writers Guild of America (WGA). Sans les scénaristes pour alimenter leurs émissions, ils décident de mettre en scène un crossover, pour récupérer une part du public alors que l'audience était au plus bas. La grève, débutée en novembre 2007, a handicapé l'industrie du divertissement américaine pendant plusieurs mois. Des quatre grands réseaux américains (« The Big Four ») – CBS, ABC, NBC et Fox – NBC est celui qui a été le plus durement touché. La plupart des séries et émissions de l'ensemble des réseaux publics et câblés ont stoppé leur activité le 19 décembre 2007.
Malgré le fait qu'il soit un membre de la WGA, O'Brien annonce que Late Night with Conan O'Brien va revenir à l'antenne le 2 janvier 2008, sans les scénaristes, expliquant que le reste de l'équipe était menacée de licenciement,. Plus tard, Stewart et Colbert, annoncent que leurs émissions The Daily Show et The Colbert Report, seraient diffusées à nouveau le 7 janvier, ajoutant que, par respect pour la grève des scénaristes, le premier serait renommé « A Daily Show » et le second « The Colbert Report » (avec les t prononcés contrairement à l'habitude de la prononciation « à la française »).
Par ailleurs, Mike Huckabee avait généré une grande popularité auprès des jeunes électeurs au cours de sa campagne, notamment en raison de son soutien à la FairTax ainsi que pour son inquiétude vis-à-vis du réchauffement climatique, de l'éducation et de divers autres sujets habituellement peu ou pas évoqués par les candidats républicains. Le soutien le plus important pour Huckabee s'est développé sur Internet par des jeunes, notamment avec la création du think tank « Huck's Army », largement composée de jeunes adhérents intéressés par la technologie. Les différents groupes ont réussi à retenir l'attention des médias nationaux, qui ont qualifié Huckabee d'« arme secrète de la campagne ».

## Organisation

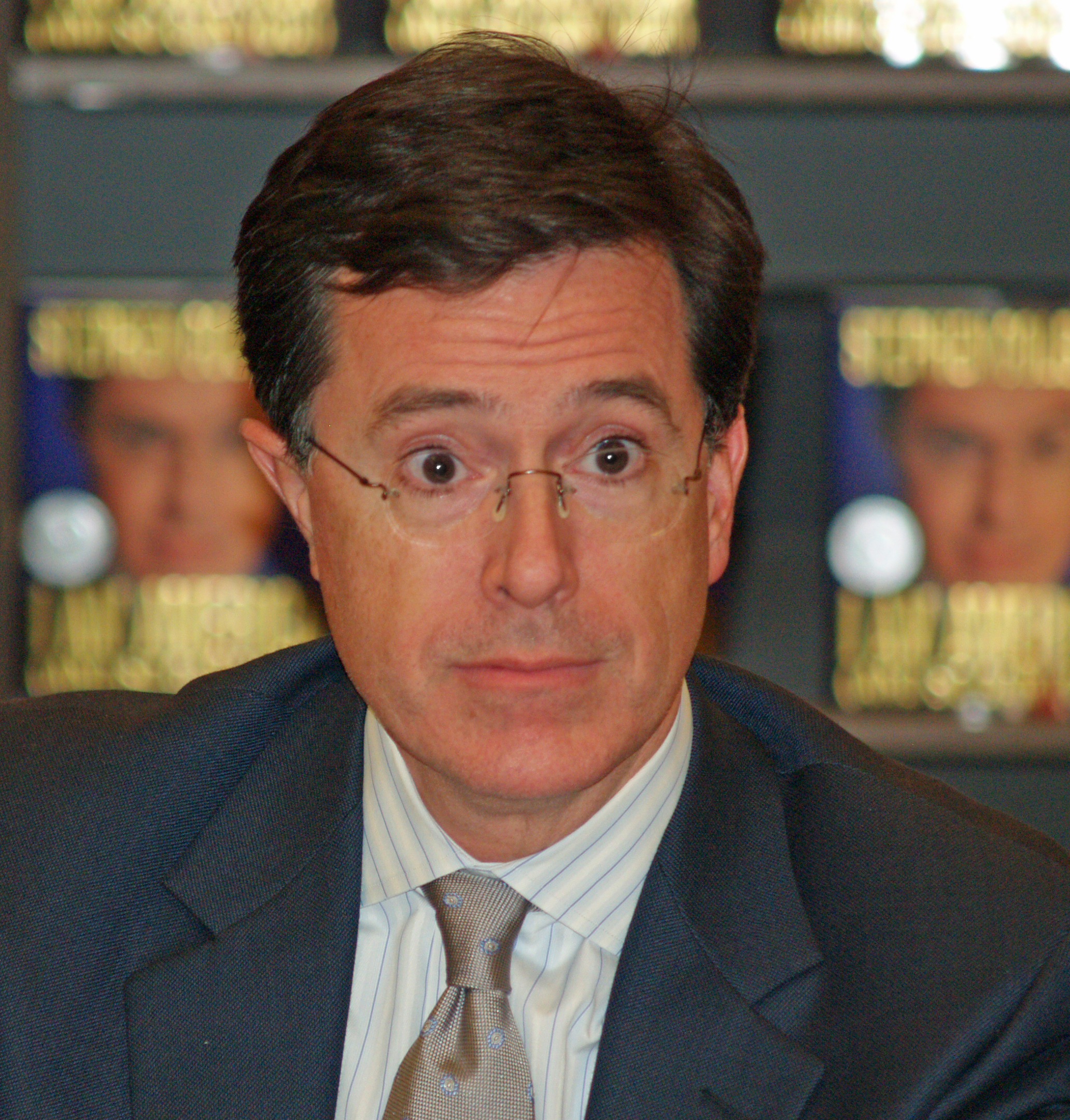
Stephen Colbert
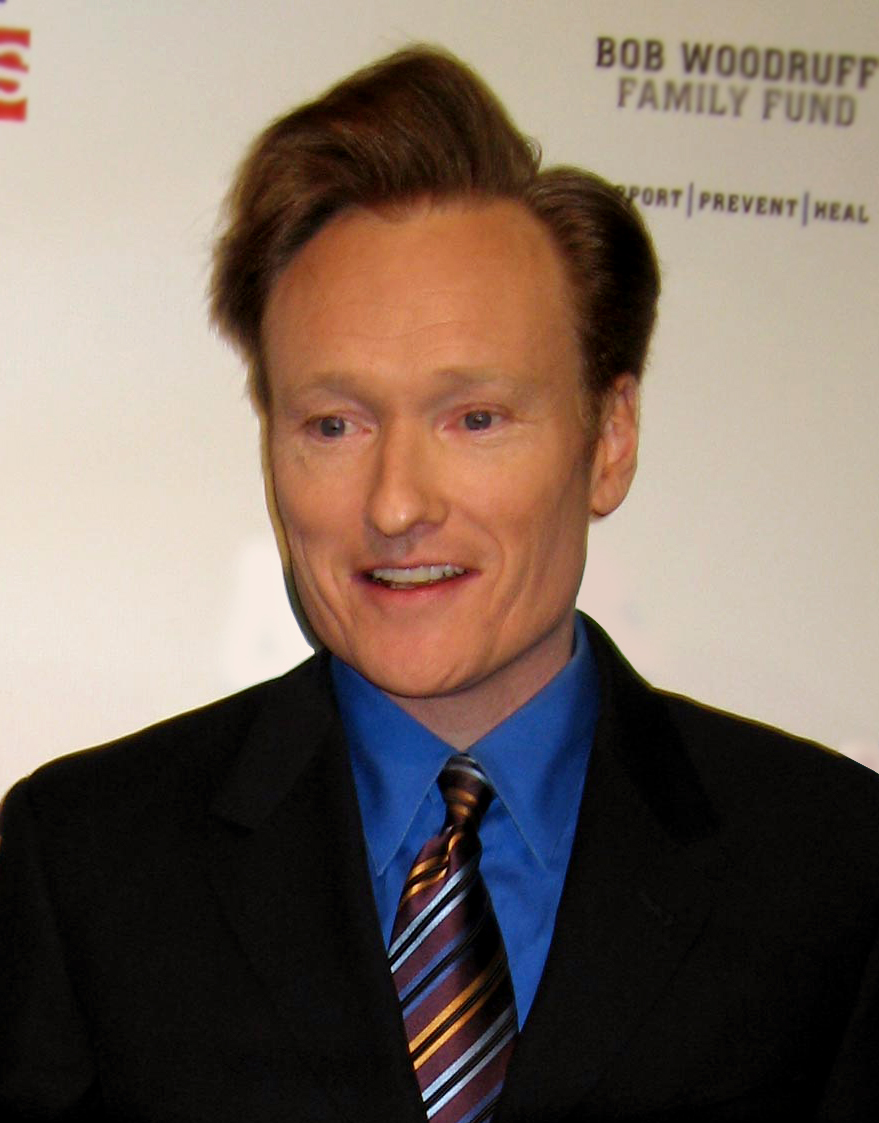
Conan O'Brien
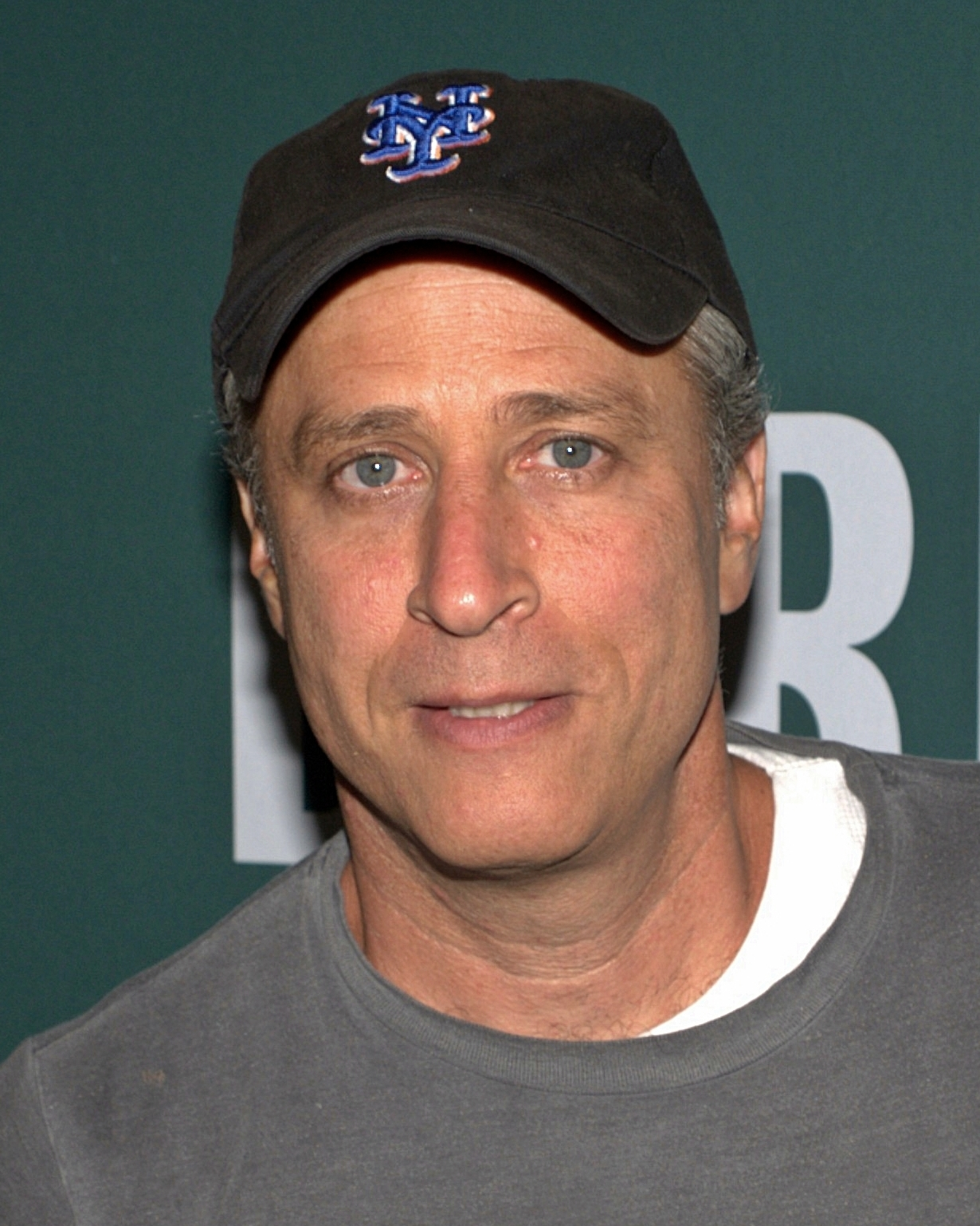
Jon Stewart

### Début
Le 4 janvier 2008, O'Brien initie le mouvement et tente d'établir qu'il est responsable de la popularité chez les jeunes en expliquant, grâce à l'argument discutable du « The Walker, Texas Ranger Lever (en) », qui prétend augmenter la popularité de l'acteur et soutien officiel de Huckabee, Chuck Norris. O'Brien relie virtuellement la popularité de Norris, établie par le sketch en question, et celle de Huckabee.
Colbert réplique le 16 janvier que, en raison de son concept pseudo-scientifique appelé « The Colbert Bump » et qui fait état d'une augmentation de popularité après le passage d'un invité dans The Colbert Report, étant donné qu'Huckabee était venu dans son émission à plusieurs reprises, il est responsable de sa victoire aux primaires. Exaspéré par l'audace de O'Brien, il conclut sa diatribe par :

« Donc dégage de Mike Huckabee, ou je vais botter ton petit cul translucide. T'as pigé, l'Irlandais ? »

Le 17 janvier, O'Brien – au cours de ce qu'il appellera plus tard un « moment passionné » – qualifie Colbert de « présentateur temporaire du The Colbert Report ». Il refuse également de retirer sa déclaration à propos de Huckabee, expliquant que, rien qu'en mentionnant Colbert dans son émission sur un réseau public (sur NBC), par extension, il « donnait vie » à la carrière de basic cable de Colbert. Donc, en toute logique :

« Si Colbert a créé Huckabee, et que Conan a créé Colbert, alors Conan a créé Huckabee ! »

Peu après, le 29 janvier, Colbert, persuadé par « la solide logique de O'Brien », est prêt à rendre les armes.
Mais c'est sans compter sur Stewart, ami et ancien collègue de Colbert, qui écoutait cela depuis studio d'à côté, et qui débarque sur le plateau du The Colbert Report. Il déconseille à Colbert d'abandonner et exhibe une cassette vidéo, qui contient une vidéo de lui introduisant O'Brien dans son émission de MTV The Jon Stewart Show (en), en 1994. Et donc, selon sa propre logique : 

« Si Colbert a créé Huckabee... que Conan a créé Colbert..., et que Jon Stewart a créé Conan... alors Jon Stewart a créé Huckabee ! »

Colbert accepte l'argument implacable de Stewart, puisqu'il conserve la « création » de Huckabee « dans la famille ». Stewart plaisante en disant que c'est maintenant à O'Brien de répondre, pour que tous les trois puissent « trouver une solution pour régler l'importante question qui nous fait perdre du temps d'antenne dans nos trois émissions », une allusion à la grève et au fait qu'ils doivent trouver des nouveaux sujets sans leurs scénaristes. Colbert finit le segment par :

« La balle est dans ta cour, Conan ! »

### Escalade
En apprenant l'implication de Stewart dans la bataille, O'Brien diffuse dans son émission du 1er février une photo trafiquée de lui-même en obstétricien, accouchant les bébés Colbert et Stewart, après quoi il se moque de leurs organes génitaux. Il continue à débiter des arguments fallacieux, expliquant que s'il a mis au monde Stewart et Colbert, il mérite un certain crédit dans leurs accomplissements potentiels, y compris Huckabee. Il termine en disant :

« Je crois que ceci clos cette dispute. Mais c'est aussi un avertissement – ce n'est pas une menace, mais une promesse ! Si l'un ou l'autre de Stewart ou Colbert mentionne à nouveau cette dispute de quelque manière que ce soit, je vais me pointer dans leur minuscule petit studio de Comedy Central, et je vais botter quelques culs ! »

Cette déclaration de guerre est suivie par une bataille en trois épisodes, chacun des trois animateurs apparaissant dans les émissions des autres le 4 février 2008. Cela commence sur le plateau du Daily Show, où Colbert interrompt le show sous un tonnerre d'applaudissements, et remercie Stewart d'avoir réglé la dispute. Stewart semble d'abord content de la visite surprise de son ami, mais devient de plus en plus suspicieux lorsque Colbert l'informe de la réponse de O'Brien quelques jours plus tôt. Colbert commence alors à narguer O'Brien, le traitant d'animateur « bon marché », « stupide » et « paresseux » – au grand dam de Stewart, qui le supplie d'arrêter. Mais c'est trop tard, puisque O'Brien, débarque sur le plateau et sermonne les deux animateurs pour entretenir la dispute.
Colbert, bouillonnant et fidèle à son tempérament refuse d'obéir et de s'excuser, et grogne à l'adresse de O'Brien : « Tu veux te battre, le rouquin ? ». O'Brien acquiesce, mais alors que tous les deux se préparent à en venir aux mains, Stewart leur rappelle qu'il doit terminer son émission. O'Brien et Colbert hochent la tête et sortent l'attendre à l'extérieur, s'engageant dans un innocent papotage.
Lorsque Stewart a fini, il les rejoint dans le hall pour réaliser que Colbert est parti enregistrer son émission à lui, diffusée immédiatement après The Daily Show. Sur le plateau du The Colbert Report, Colbert discute de la remontée de John McCain dans les sondages, et plaisante sur le fait que depuis que les médias ont annoncé que « un vote pour Mike Huckabee était un vote pour McCain », et que Colbert était apparemment le « colistier » de Huckabee, par le pouvoir de « la propriété transitive de Huckabee », Colbert était en fait McCain.
Il est rapidement interrompu dans ses divagations par Stewart et O'Brien, qui ont finalement quitté le plateau du Daily Show pour venir sur celui du The Colbert Report. Stewart blague en disant que vu qu'il a créé à la fois Colbert et O'Brien, Stewart est donc McCain. Après quelques attaques personnelles joviales, Colbert persuade les deux autres de l'attendre dehors pour qu'il puisse terminer son show.
Mais le temps que Colbert termine, O'Brien est parti enregistrer son Late Night. Trop impatients, Colbert et Stewart décident de traverser le hall et de finir leur bataille sur le plateau de O'Brien. Mais ils réalisent rapidement que la porte menant au plateau de NBC est fermée, ne laissant pas d'autre choix aux deux compères de forcer la serrure grâce à une pince à cheveux.

### Combat
Le 4 février, après le monologue de O'Brien à propos de sa dispute avec Stephen Colbert et Jon Stewart, ces derniers entrent et se pavanent sur le plateau dans le style de West Side Story, et emmènent de force O'Brien en coulisses. Colbert, O'Brien et Stewart s'engagent alors dans un combat sur la musique de Brianstorm des Arctic Monkeys. Un cliché de bataille après l'autre, ils se frappent au ralenti avec divers objets incongrus puis tombent grotesquement dans des cartons, avant de dévaler une série d'escaliers. Ce qui suit est « quatre infernales minutes ininterrompues de tabassage au gourdin, de peau blafarde horriblement brûlée, et de quasi-décapitation avec des lames de patins-à-glace aiguisées comme des rasoirs ».
Le combat est clos par une série de coups de poing au ralenti comme à la fin de Rocky 3 et avec la musique de Eye of the Tiger de Survivor, avant que Huckabee lui-même n'apparaisse et ne déclare :

« Soyons clairs : aucun de ces types ne m'a fait. Cette grande Nation m'a créé. Donc votez pour moi. God Bless America et oubliez ces trois débiles. »

## Conséquences
Le même jour de la bataille, Colbert et Stewart diffusent une déclaration conjointe :

« La réclamation de Conan sur Mike Huckabee ne pouvait rester sans réponse. Nous espérons juste que les enfants ont appris que parfois, le meilleur moyen de résoudre un conflit, c'est la violence. »

O'Brien a pour sa part déclaré, quant à son engagement dans la dispute, que :

« [Colbert] n'arrêtait pas de me laisser des messages de menaces. Il m'a eu. J'ai du caractère. Un célèbre caractère. »

Un peu plus tard dans la soirée, Stewart a plaisanté à propos du combat, le qualifiant de « chose la plus stupide que quiconque a jamais vu ». Il s'excuse alors auprès de son copain Colbert de lui avoir, par inadvertance, explosé une bouteille de bière sur la tête pendant la bagarre, au milieu de la confusion. Alors que Colbert accepte ses excuses, Stewart lui demande cependant pourquoi Colbert a réagi en lui renversant une poubelle de recyclage sur la tête et en le frappant avec sa batte de baseball. Ce à quoi Colbert répond : « non, non, Jon. J'ai bien renversé une poubelle sur ta tête, mais je n'ai fait qu'encourager Conan à te frapper avec la batte de baseball », réponse qui laisse, comme d'habitude, Stewart assez confus.
À la fin, Stewart demande « au fait, est-ce qu'on a gagné la bataille ? », et Colbert réplique, pince-sans-rire, « je crois que l'Amérique a gagné, Jon. »

## Accueil
La réponse à la « dispute » de la part à la fois du public et des médias, a été uniformément positive. Les vidéos de la dispute sont rapidement devenues virales sur Internet, se répandant sur de nombreux blogs américains. Les sites hébergeant ces vidéos ont vu leur trafic augmenter de façon significative. La bagarre de Huckabee est « devenue tellement populaire que les sondages ont éclos un peu partout, posant officieusement la question Who made Huckabee? » Sur le site TV Squad, une journaliste écrit : « avec les trois présentateurs apparaissant dans les émissions des uns et des autres, c'était comme un défilé d'invités surprise. Cette dispute est devenue le clash des Titans, une bataille aux proportions épiques. »
De plus, les diffusions du 7 janvier 2008 du The Daily Show et du The Colbert Report ont vu leur audience augmenter. À la fin du mois de janvier, l'audience du Daily Show a augmenté de 17 % chez les 18-34 ans et de 15 % chez les 18-49 ans. Celle du The Colbert Report a également grimpé de 21 % chez les 18-34 ans et de 15 % chez les 18-49 ans. Cependant, Late Night with Conan O'Brien, n'a pas enregistré d'augmentation de son audience, avec environ 2,5 millions de téléspectateurs par épisode. L'une des raisons de l'augmentation de l'audience sur Comedy Central pour The Daily Show et The Colbert Report peut également être expliquée par leur couverture commune des élections présidentielles, leur attribuant une grande partie d'humour politique populaire.
La grève des scénaristes a pris fin peu après la dispute, le 13 février 2008, et les diffusions quotidiennes du Daily Show et du The Colbert Report ont repris, avec leurs titres habituels.